# آيغيو
آيغيو (애교) هو مصطلح كوري يشير إلى التصرف بلطافة أو التحدث بصوت الأطفال أو بحركات وتعبيرات الأطفال. آيغيو تعني حرفياً التصرف بتودد، وهي شائعة بكثرة عند آيدول البوب الكوري.